# أبو القاسم الحنائي
أبو القاسم الحسين بن محمد بن إبراهيم بن الحسين الدمشقي الحنائي صاحب كتاب الحنائيات الذي ألفه في عشرة أجزاء، والتي انتقاها له الحافظ عبد العزيز النخشبي.
حدث عن: عبد الوهاب الكلابي، والحسن بن درستويه، وعبد الله بن محمد الحنائي، وتمام بن محمد الرازي، وأبي بكر بن أبي الحديد، ومحمد بن عبد الرحمن القطان، وأبي الحسن بن جهضم وعدة. حدث عنه: أبو سعد السمان، وأبو بكر الخطيب، ومكي الرملي، وأبو نصر بن ماكولا، وسهل بن بشر، وعبد المنعم بن علي الكلابي، وأبو القاسم النسيب، وأبو طاهر محمد، وأبو الحسين عبد الرحمن ولداه، وأبو الحسن بن الموازيني، وطاهر بن سهل الإسفراييني، وعبد الكريم بن حمزة، وهبة الله بن الأكفاني، وأبو الحسن بن سعيد، وثعلب بن جعفر السراج وآخرون.
كان محدث دمشق في وقته. قال النسيب: «سألت الثقة، الدين الفاضل، أبا القاسم الحنائي المحدث عن مولده، فقال: في سنة ثمان وسبعين وثلاثمائة». قال ابن ماكولا: «كتبت عنه، وكان ثقة، وهو منسوب إلى بيع الحناء». قال الكتاني: «توفي في جمادى الأولى سنة تسع وخمسين وأربعمائة... وهو آخر أصحاب ابن درستويه، ودفن على أخيه علي بمقبرة باب كيسان وكانت له جنازة عظيمة، ما رأينا مثلها من مدة».

## مؤلفاته
- فوائد الحنائي أو الحنائيات: في عشرة أجزاء.[3]

## وفاته
ولد الحنائي في شوال 378 الموافق 989 وتوفي في جمادى الأولى 459 هـ  الموافق 1067.